# Plegafulles del Planalto
El plegafulles del Planalto (Syndactyla dimidiata) és una espècie d'ocell de la família dels furnàrids (Furnariidae).
Habita els boscos del centre del Brasil i nord-est del Paraguai. Sud del Brasil.